# Kevin Koe
Kevin Koe (Edmonton, 11 de enero de 1975) es un deportista canadiense que compite en curling.
Ganó tres medallas en el Campeonato Mundial de Curling entre los años 2010 y 2019.
Participó en los Juegos Olímpicos de Pyeongchang 2018, ocupando el cuarto lugar en la prueba masculina.

## Palmarés internacional
| Campeonato Mundial | Campeonato Mundial         | Campeonato Mundial | Campeonato Mundial |
| Año                | Lugar                      | Medalla            | Prueba             |
| ------------------ | -------------------------- | ------------------ | ------------------ |
| 2010               | Cortina d'Ampezzo (Italia) | Medalla de oro     | Equipo             |
| 2016               | Basilea (Suiza)            | Medalla de oro     | Equipo             |
| 2019               | Lethbridge (Canadá)        | Medalla de plata   | Equipo             |